# Ayer nomás
«Ayer nomás» es una canción de rock argentino escrita por Moris (Mauricio Birabent) y Pipo Lernoud e interpretada por la banda argentina Los Gatos. La canción fue incluida en el lado B del disco homónimo, lanzado el 3 de julio de 1967. En el lado A de ese álbum se encontraba el tema “La Balsa”, primer éxito del rock nacional argentino, y considerado un hito fundante de ese movimiento cultural. 
Las ventas del disco “Los Gatos” superaron las 250 000 unidades vendidas, desatando en Argentina el furor juvenil por el rock en español.

## La letra
La letra original de Pipo Lernoud, de crítica social, fue modificada por Litto Nebbia, líder de Los Gatos, con el permiso de los autores, para hacerla más masiva y evitar problemas con la censura (la Argentina se hallaba entonces bajo una dictadura militar).
La redacción original de Pipo Lernoud se trata de una "canción de protesta", en la que el autor contrapone lo que le enseñaron en la escuela ("que este país es grande y tiene libertad") con lo que ve diariamente:
Ayer nomás,

salí a la calle y vi la gente,

ya todo es gris y sin sentido,

la gente vive sin creer.

Sin creer.
Nebbia modificó la letra para orientarla hacia una canción romántica, sobre la felicidad y la infelicidad que traen el amor y el desamor.
Ayer nomás,

pensé vivir feliz mi vida,

hoy comprendí,

que era feliz ayer nomás.

Pipo Lernoud recuerda aquella situación de este modo:

La cosa fue así: La RCA le dijo a Litto: «la letra de "Ayer nomás" no va». Vino Litto y me dijo: «¿Qué hago negro?» y yo le dije: «bueno, cambiala, hacé una letra vos». En ese momento, el 67, era muy importante que Los Gatos grabaran, ese detalle era lo de menos.
Pipo Lernoud

## La música
Musicalmente el tema es una balada simple, que recuerda en cierta forma a "El Oso", la canción que haría famoso a Moris.
La melodía principal sigue una secuencia Do-Re7-Fa-Sol-Do (todos tonos mayores), donde resulta esencial el segundo tono (Re7), para plantear la situación y establecer un clima de escepticismo que contrasta con el resto de la melodía.

## Versiones
Las dos versiones principales son la que realizan Los Gatos en 1967 y la que realiza el propio Moris en su primer álbum, 30 Minutos de vida en 1970. 